# 拉
拉（Ra，也拼作Rah、Rē）是古埃及太阳神。从第五王朝（公元前2494年至公元前2345年）开始，成为古埃及神話中最重要的神，被看作是白天的太阳。一千多年以来，拉一直是埃及的最高神，直到阿肯那顿（Akhenaten，即阿蒙霍特普四世）的一神教宗教改革，阿顿（即朝日之太阳神，他的形象是一枚日轮）以外的崇拜都受到禁止。后来，对他的崇拜与荷里雪夫（Heryshaf）结合在一起。
拉的主要崇拜中心在赫利奥波利斯（在埃及称为卢努“Iunu”-“柱石之地”），在那里他被当作地方太阳神“阿图姆”。透过他或与他结合成“阿图姆-拉”（Atum-Ra），成为九元神之首和鼻祖，其它八位是舒（Shu）和泰芙努特（Tefnut）、盖勃（Geb）和努特（Nut）、奥西里斯（Osiris）、塞特（Set）、伊西斯（Isis）和涅弗提斯（Nephthys）。
在后来的埃及王朝时期，拉与荷鲁斯神合并，成为“拉·哈拉胡提”（Ra-Horakhty，意指「拉是二个地平线上的荷鲁斯」）。据信他统治着天空、大地和冥界，与鹰或隼有关。新王国时期阿蒙神地位明显提升，拉又与阿蒙神融合为“阿蒙·拉”（Amun-Ra）。在阿玛尔纳时代，阿肯那顿抑制对拉的崇拜，大力推崇另一位太阳神“阿顿”（Aten）-神化的日轮，但在阿肯那顿死后，对拉的崇拜又得以恢复。
尼维斯（Mnevis）公牛是拉神的一个化身，在赫利奥波利斯有它的崇拜中心，并在城北有一个祭祀用公牛的墓地。
据说所有的生命都是由拉神创造的，他透过念出它们每个的真名而唤出了它们。此外，人类产生于拉神的眼泪和汗水。因此，埃及人自称为“拉神之牛”。在天牛的神话中，曾讲述了人类想暗算拉神，而他派出了作为他眼睛的塞赫麦特女神去惩罚人类。当她变得过于嗜血时，他利用掺了石榴汁的啤酒灌醉了她。

## 角色

### 拉神与太阳

拉神的眼睛，也被称作荷鲁斯之眼.

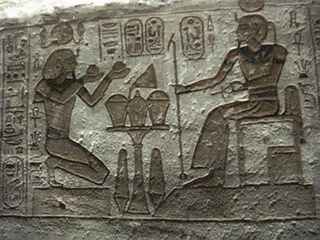
阿布辛拜勒神庙, 向拉神敬奉祭品.

对埃及人来说，太阳代表光明、温暖和生长，这就使太阳神显得非常重要。太阳被认为是拉神所创造一切的统治者。日盘被看作是拉神的身体或眼睛。拉神是舒和泰芙努特的父亲。舒是风之神、泰芙努特是降雨女神，而塞赫麦特是"拉神之眼"，从拉神眼中之火里产生的，她是一头凶猛的母狮。

### 地府中的拉
据传说，拉神在白天和夜晚分别乘坐“曼杰特”（Mandjet-万年之船）和“麦塞克泰特”（Mesektet）的二艘太阳船航行。这些船载着他穿行在天空和“杜阿特”（Duat）——埃及文学中的地府。坐在“麦塞克泰特”船上的拉神呈现公羊神的形象。当他出行时总伴有其他各种神，包括西亚（洞察）和胡（发布命令）以及赫卡（魔力）。有时一些九元神也在他的旅途中帮助他，如塞特助他降伏了巨蛇阿波普；迈罕帮他对抗阴间的怪物。
混沌神阿波菲斯（Apophis）是一条巨蛇，总是想通过干扰或用凝视催眠的方式来阻制太阳船每晚的出行。在晚间，埃及人相信拉神是以阿图姆或公羊神的形象出现。“麦塞克泰特船”带着他穿过冥界返回到东方以再次重生。拉神的这些神话将太阳的升起象征为天空女神努特重生太阳；因此，拉神具有重生和更新的概念，也突现了他作为造物主的角色。

### 创造之神拉
古埃及人具有复杂的多神信仰，一些古埃及人将拉神视作造物主来崇拜，特别是在赫利奥波利斯城。他们相信，人类是出自拉神哭泣的眼泪。这些信徒认为，拉神自己创造了自己，而“普塔赫”（Ptah，也叫普塔）的信徒认为，拉神是由普塔赫创造的。据信，这也是为什么赫利奥波利斯城的古王国金字塔崇拜者很少提及拉神的原因。亡灵书中某一段讲，拉神刺破了自己的身体，他的血变成了语言神“胡”和智慧神“西亚”，拉神也被认为创造了季节、月份、植物和动物。

## 形象

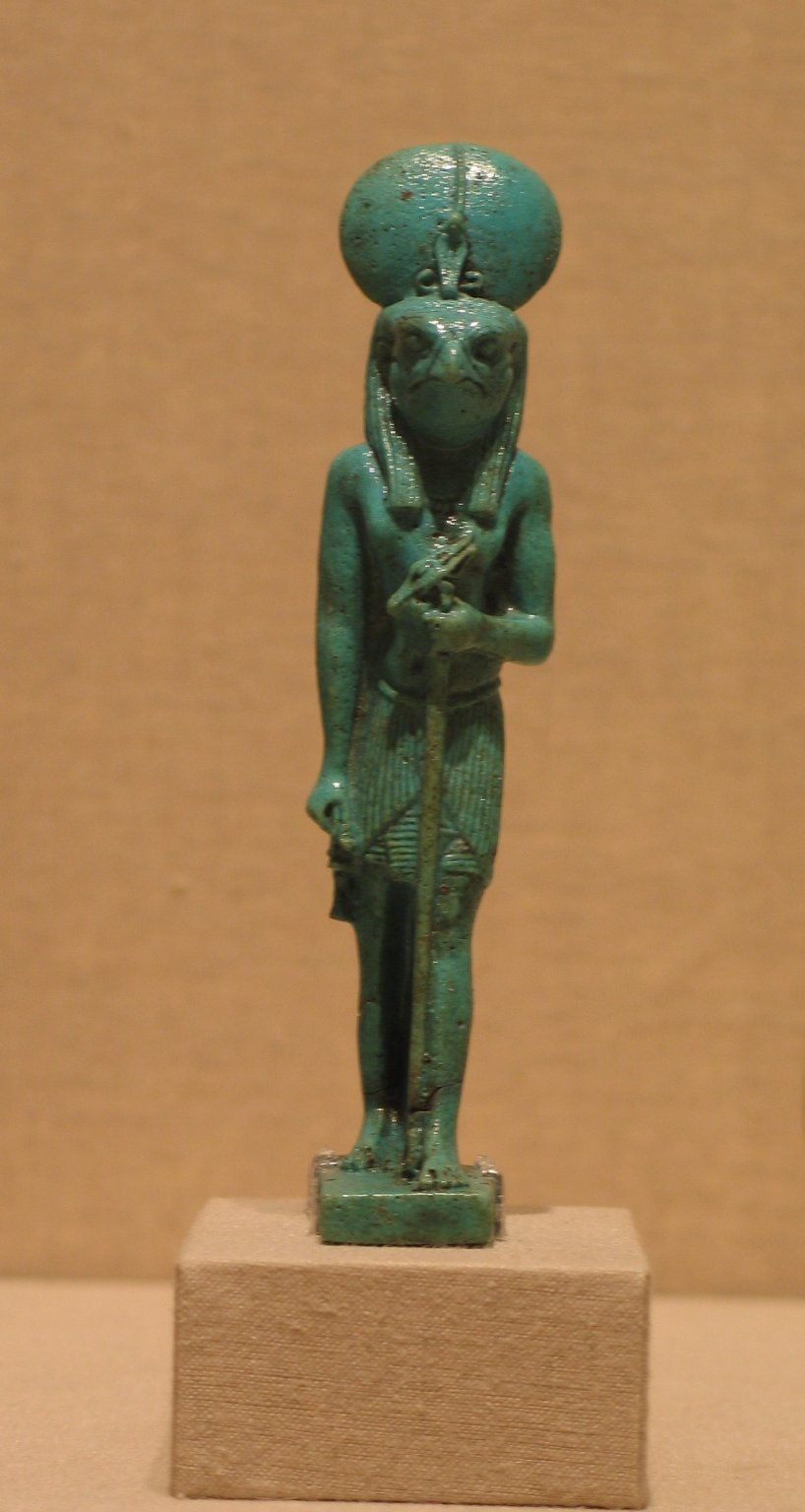
拉·哈拉胡提塑像，公元前305-200，71.40，布鲁克林博物馆。

拉神有多种多样的代表形象。最常见的形象是鹰首人身，头顶上有一日盘及一条盘曲在日盘上的蛇。其他常见的形象有：甲虫头的男人(作为赫普尔的形象)，或羊头人身。拉神也被描绘成一只魁梧的公羊或甲虫、凤凰、苍鹭、蛇、牛、猫、狮子等等。
他在冥府最常见的特征是羊首人身。在此形象下，拉神被描述为“西方的公羊”或“掌管后宫的公羊”。
在一些文献中，拉神被描述成一位长着金肉银骨、青金石头发的年迈国王。

## 崇拜

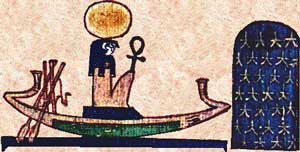
拉神在太阳船上。

拉神的主要崇拜中心在赫利奥波利斯（埃及称为尤努“Iunu”-“柱石之地”），在那里他被当作是地方太阳神“阿图姆”。通过他或作为“阿图姆-拉”（Atum-Ra），而被看成是由舒和泰芙努特、盖勃和努特、奥西里斯、塞特、伊西斯和涅弗提斯等组成的九元神之首和鼻祖。奇怪的是，据说这个九元神组是以阿图姆，而非以拉神为首。“拉神接纳”节是在公历5月26日举行的一个节庆。
拉神的地方性崇拜大致形成于埃及第二王朝，其太阳神地位已被确立。在第四王朝，法老被看成是拉神在大地上的具体代表，称为“拉神之子”。到第五王朝，对拉神的崇拜急剧提升，他成为了全埃及之神，法老为表示对他敬意，特别为他修建了带金字塔、方尖碑的太阳神庙。第五王朝的统治者告诉众信徒，他们是拉神与作为赫利奥波利斯大祭司的妻子所生的儿子。法老们在太阳神庙上花费了大量的钱财。从首部金字塔铭文出现起，拉神在法老的地府之旅中就有着越来越重要的意义。
中王国时期，拉神的附属越来越多并逐渐与其它主要神结合到一起，特别是阿蒙和奥西里斯。
到新王国时期，对拉神的崇拜已经变得更加复杂和盛大。陵墓的墙壁被专门用来详细描绘他的“地府之旅”。据说拉神的太阳船上携带着生者给亡灵的祷文和祝福。在新王国兴起期间，拉神与太阳已老的观念变得越来越流行。
对拉神的众多膜拜活动包括赞美、祈祷和诵念咒语帮助拉神和太阳船战胜阿波普。
罗马帝国基督教的崛起，结束了埃及公民对拉神的崇拜，因而，拉神的影响迅速消失。即便在埃及祭司之中，对拉神的研究也已成为纯粹的学术兴趣。

## 拉神与其它神的关系

### 与拉合并的神

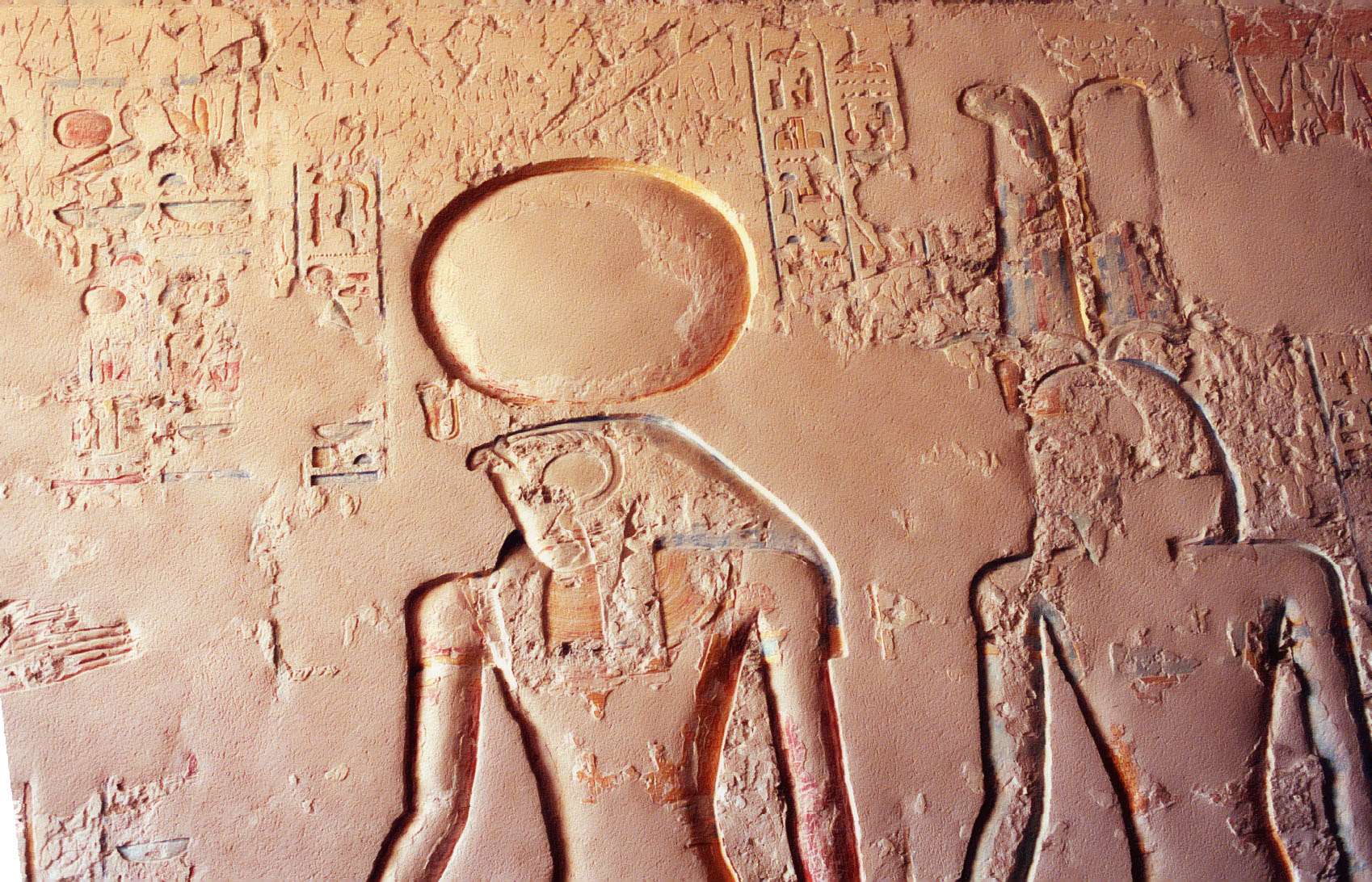
拉神和阿蒙神,来自拉美西斯四世陵墓。

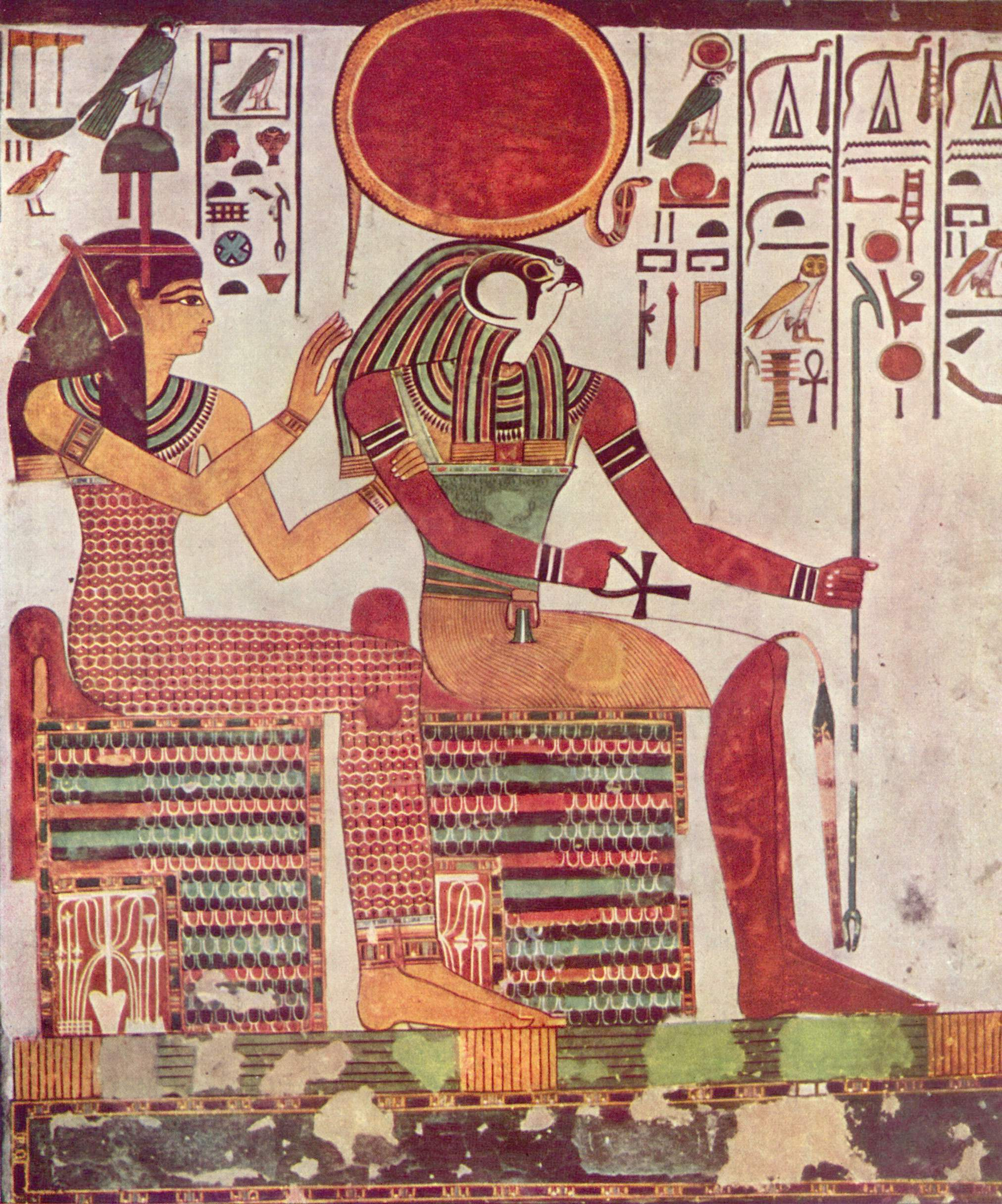
公元前1298年-公元前1235年尼斐尔泰丽陵墓中的伊门泰忒和拉神像。

作为受到最广为膜拜的埃及之神，拉神经常被与其他神合在一起，形成一种混同关系。
阿蒙和阿蒙·拉（Amun和Amun-Ra）
阿蒙神是八元神之一，与底比斯一位非常早期的守护神-“阿玛乌奈特”一道，代表了创世之源。据说他通过呼吸进行创造，因而被认定是风神而非太阳神。由于对阿蒙神和拉神的崇拜在上、下埃及变得越来越盛行，因而，他们被组合到一起，产生出“阿蒙-拉”神，一位太阳神造物主。要准确界定这种组合发生于何时十分困难，但参考金字塔铭文中最早出现阿蒙-拉神名字的时间，是在第五王朝。最普遍的看法是：新王国的底比斯统治者为团结十八王朝来伴有旧的拉神崇拜的阿蒙神信众，发明了“阿蒙-拉”神，并将其作为新的国家之神。“阿蒙-拉神”被崇拜者冠以“众神之王”的正式称号，合并后该神的形像是一狮首红眼，头上环绕日盘的男人。
阿图姆和阿图姆·拉（Atum和Atum-Ra）
阿图姆·拉(或拉·阿图姆)是另一尊由两位完全不同的神组合而成的神，但“拉”与“阿图姆”共有的相似之处多于阿蒙神。阿图姆与太阳的关系更紧密，而且还是九柱神中的一位创造神。拉和阿图姆都被视为众神及法老的父亲，且广受崇拜。在更古老的神话中，阿图姆创造了泰芙努特和舒，他自己则是原始水和海洋之神努恩(Nun)所生。
拉·哈拉胡提（Ra-Horakhty）
在后期的埃及神话中，“拉·哈拉胡提”是一个比组合神出现更多的称号或形象。其意是“拉(是)地平线上的荷鲁斯”。目的是将“哈拉胡提”(面朝日出的荷鲁斯)连接到“拉”。据认为，拉·哈拉胡提仅指作为太阳的“拉”从地平线(东方)到地平线(西方)的旅程，或是指“拉神”是希望和重生之神的象征。(见前面的章节：拉神和太阳)。
赫普尔和赫努姆（Khepri和Khnum）
赫普尔是一只代表早晨太阳升起的圣甲虫，有时被表示为早晨的拉神。同样，公羊神赫努姆被看作是晚上的拉神。拉神在一天中以不同的表象(或者说是拉神的不同面貌)掌管不同时间的概念相当普遍，但是变化的。赫普尔和赫努姆先后执管日出和日落，而拉神则是象征太阳在白天达到最高点的中午。有时，荷鲁斯的不同表象常被用来代替拉神的不同表象。
拉艾特-塔维（Raet-Tawy）
拉艾特(Raet)或拉艾特-塔维(Raet-Tawy)是拉神女性的一面；她并没有多少独立于他的重要意义。在一些神话中，她被看作或是拉神的妻子，或是他的女儿。
烏普奧特和韋普瓦特（Wepwawet和Upuaut）
烏普奧特是埃及神話的戰神，最初被視為狼神。形象是狼、胡狼或狼頭人身，其名字的意思是「開路者」，常被描述為站立在太陽船的船首或為軍隊的進路進行偵查的偵查員。在後期的一些金字塔文本中烏普奧特被稱為“拉”，被認為是天空的“開啟者”。

### 拉神创造的神
巴斯泰特（Bastet）
巴斯泰特（又叫“巴斯特”），有时也被称为“拉神之猫”。也是他的女儿之一，与拉神的复仇手段-“太阳神之眼”有关。巴斯泰特最出名的是她为保护拉神而斩杀了巨蛇阿波菲斯(拉神的死敌及混沌之神)。在一则神话中，拉神将巴斯特作为一头母狮派到了努比亚。
塞赫麦特（Sekhmet）
塞赫麦特是拉神的另一位女儿，她被描绘成一头母狮或大猫，并且是“拉神之眼”或太阳神复仇的工具。有一则神话讲，由于塞赫麦特心中充满了愤怒，拉神不得不强行将她变成一头牛，以免她造成不必要的伤害。在另一则神话中，拉神担心人类正密谋反抗他，于是派哈托尔（拉神的另一位女儿）去消灭人类。而塞赫麦特在早晨就完了这项任务，并喝下大量似人血的饮料。原来拉神担心她过于陶醉于杀戮，不得不用渗了红颜料的啤酒灌醉了她。
哈托尔（Hathor）
哈托尔是拉神的另一位女儿。当拉神担心人类密谋反对他时，准备派哈托尔作为“拉神之眼”去消灭人类，后来改派塞赫麦特完成了这项工任务。在一则神话中，哈托尔在拉神面前裸舞，引他大笑，解除了他心中的烦闷。一旦哈托尔离开了拉神，他就会陷入深深的抑郁中。

### 拉神的对手神
普塔（Ptah）

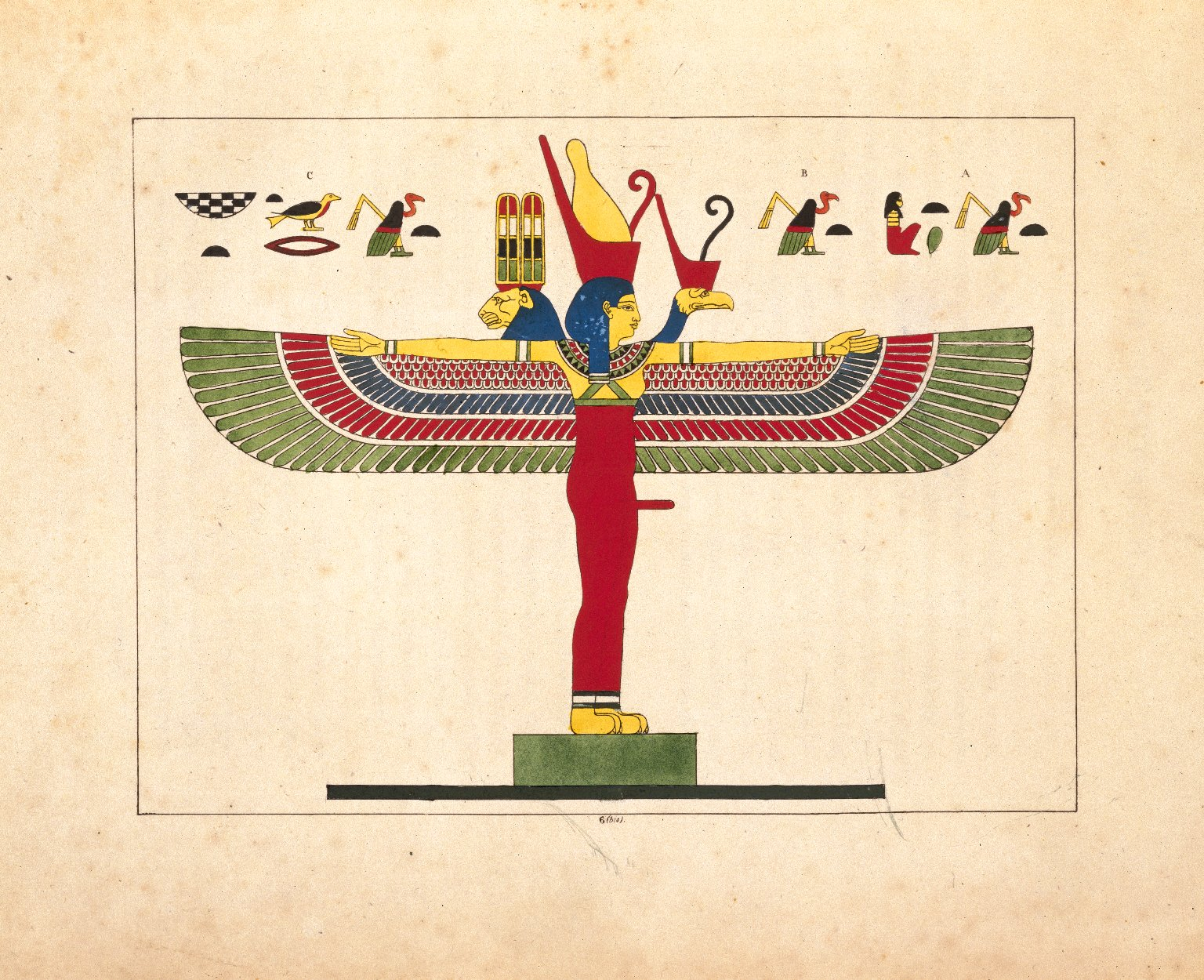
伊西斯, N372.2 C35, 布鲁克林博物馆

也译作卜塔，在古王国金字塔文献中很少被提起。据信，这是由于这些文献的主要作者大多是赫利奥波利斯的拉神崇拜者之故。拉神的追随者们嫉妒普塔赫，尽管他们相信拉神自己创造了自己，但其它人认为是普塔赫创造了他。
伊西斯（Isis）
伊西斯经常密谋反对拉神，她希望自己的儿子荷鲁斯掌握权力。在一则神话中，伊西斯利用拉神的唾液混合泥土，捏造了一条毒蛇，在拉神巡游时袭击了他，她要求拉神将自己的真名告诉她，她才给他解药。拉神担心，一旦将自己的秘密透露给伊希斯，她就会动用她全部的力量来对抗他，并让荷鲁斯接掌王位。最终，拉神还是妥协了，伊西斯如愿以偿。
阿波普（Apep）
阿波普，也叫阿波菲斯（Apophis），混沌之神和拉神最大的敌人。他曾说就蛰伏在地平线的下方，想要吞噬降入冥府的拉神。当他吞噬拉时，会导致太阳的下落，在将拉神完全吞下后，夜晚也就降临。但他从来没有成功地将“拉神”吞下过，无论如何，他总是要把拉神吐出来，因此，每天的太阳会照常升起。

## 大眾文化
- ，2016年電影
- 星際之門，1994年電影
- 《游戏王》的「太阳神翼神龙」（ラーの翼神竜）也是以拉（ラー）作為原型